# Jiří Damborský
Jiří Damborský (ur. 1927, zm. 2013) – czeski lingwista, slawista, polonista i bohemista, wieloletni pracownik naukowy Uniwersytetu Ostrawskiego, w latach 1989–1999 prof. dr hab. Katedry Slawistyki Uniwersytetu Opolskiego, autor kilkunastu podręczników do nauki języka czeskiego.

## Życiorys
Studiował slawistykę na Uniwersytecie Karola w Pradze, a następnie na Uniwersytecie Jagiellońskim w Krakowie i Uniwersytecie Palackiego w Ołomuńcu, gdzie uzyskał doktorat z nauk filozoficznych w 1952 r. Wieloletni lektor języka czeskiego na uczelniach polskich, w tym w latach 1950–1952 na Uniwersytecie im. Adama Mickiewicza w Poznaniu, a w latach 1960–1966 na Uniwersytecie Warszawskim.
W 1965 r. uzyskał habilitację na UW. Docent polonistyki i slawistyki na Uniwersytecie w Ołomuńcu, a od 1989 r. prof. w Wyższej Szkole Pedagogicznej w Opolu (obecnie Uniwersytet Opolski). W 1990 r. umożliwiono mu powrót na Uniwersytet w Ołomuńcu, a w 1991 r. objął kierownictwo katedry polonistyki i folklorystyki, później slawistyki na Uniwersytecie Ostrawskim.

## Wybór publikacji
Monografie
- Damborský J., Konsekwencje sąsiedztwa polsko-czeskiego dla rozwoju języka i literatury / Polsko-české sousedství v rozvoji jazyka a literatury, red. T.Z. Orłoś, J. Damborský, Wrocław: Ministerstwo Edukacji Narodowej RP, Uniwersytet Wrocławski, 1997, s. 33–39. ISBN 978-83-907247-5-1.
- Damborský J., Participium l-ové ve slovanštině, Warszawa: Państwowe Wydawnictwo Naukowe, 1967.
- Damborský J., Neurčité a jmenné tvary slovesné v polštině, Praga: SPN, 1967.
- Studia porównawcze nad słownictwem i frazeologią polską i czeską, Warszawa: Państwowe Wydawnictwo Naukowe, 1977.
- Damborský J., Polština a franština ve vzájemném vztahu (soubor studií), Ostrawa: Uniwersytet Ostrawski, 1999. ISBN 80-7042-533-4.
- Damborský J., Roztrząsania literackie. Studia o języku polskim, Katowice: Biblioteka Śląska, 2007. ISBN 978-83-60209-08-0.

Artykuły
W języku polskim:
- Damborský J., Czeszczyzna w pasie przygranicznym, [w:] Konsekwencje sąsiedztwa polsko czeskiego dla rozwoju języka i literatury / Polsko-české sousedství v rozwoji jazyka a literatury, red. T.Z. Orłoś, J. Damborský, Wrocław: Ministerstwo Edukacji Narodowej RP, Uniwersytet Wrocławski, 1997, s. 33–39. ISBN 978-83-907247-5-1.
- Damborský J., Język polski, słowacki i czeski we wzajemnym stosunku, „Studia z Filologii Polskiej i Słowiańskiej” 1976, nr 15, s. 119–133.
- Damborský J., Kalki w aspekcie lingwistyczno-komparatystycznym, „Studia z Filologii Polskiej i Słowiańskiej” 1970, nr 9, s. 189–202.
- Damborský J., Nazwy własne w ujęciu konfrontatywnym, „Zeszyty Naukowe Szkoły Pedagogicznej im. Powstańców Śląskich w Opolu” 1994.
- Damborský J., Ojczyzna w języku czeskim, [w:] Pojęcie ojczyzny we współczesnych językach europejskich, red. J. Bartmiński, Lublin: Instytut Europy Środkowo-Wschodniej, 1993, s. 167–176. ISBN 978-83-85854-08-1.
- Damborský J., Świadomość normatywno-stylistyczna a współczesna norma językowa wśród polskiej mniejszości narodowej na Zaolziu, [w:] Mowa rozświetlona myślą, red. J. Miodek, Wrocław: Wydawnictwo Uniwersytetu Wrocławskiego, 1999, s. 331–336. ISBN 978-83-229-1950-7.
- Damborský J., W kwestii bilingwizmu na czesko-polskim pograniczu językowym, „Socjolingwistyka” 1999, T. 16.
- Damborský J., Wyrazy obce w języku polskim (próba klasyfikacji), „Poradnik Językowy” 1974, s. 341–355. Dostępny w Internecie: https://poradnik-jezykowy.uw.edu.pl/actions/download_document/867?type=text [dostęp 2021-03-15].

W języku czeskim:
- Damborský J., Přejímání slov do polštiny a češtiny ze stejného pramene, „Rocznik Slawistyczny” XXXI, 1, 1970, s. 69–75.
- Damborský J., Podíl francouzské složky v spisovné polštině, [w:] Miscellanea linguistica = AUPO Philologica, 1971, s. 91–98.
- Damborský J., Gramatická kategorie osoby w polštině a češtině, „Studia Slaviva” [brw], nr 2, s. 7–17.
- Damborský J., K artistnímu míšení jazyků (na příkladě románu J. U. Niemcewicza), [w:] Jazykověda = Linguistica 3, Ostrawa: Uniwersytet Ostrawski, 1999, s. 41–50.

Podręczniki do nauki języka czeskiego
- Damborský J., Błyskawiczny kurs języka czeskiego, Katowice-Sosnowiec 1991. ISBN 978-38-54034-42-1
- Damborský J., Wójcik A., Rozmówki czeskie, Warszawa: Wiedza Powszechna, 1981, 1985, 1987, 2000.
- Damborský J., Mluvíte česky? Zwięzły kurs języka czeskiego, Warszawa: Wiedza Powszechna, 1972.
- Damborský J., Podstawowy kurs języka czeskiego I–II, Gottwaldov 1971.

Inne publikacje
- Damborský J., Podstawy gramatyki języka czeskiego, Warszawa: Państwowe Wydawnictwo Naukowe, 1970.

## Nagrody
- 1979 – odznaka „Zasłużony dla Kultury Polskiej”
- 1992 – honorowe członkostwo Polskiego Towarzystwa Językoznawczego
- 1998 – Krzyż Oficerski Orderu Zasługi Rzeczypospolitej Polskiej
- 2002 – Medal Komisji Edukacji Narodowej